# Acisanthera nana
Acisanthera nana är en tvåhjärtbladig växtart som beskrevs av Ernst Heinrich Georg Ule. Acisanthera nana ingår i släktet Acisanthera och familjen Melastomataceae. Inga underarter finns listade i Catalogue of Life.